# Welcome to the Future

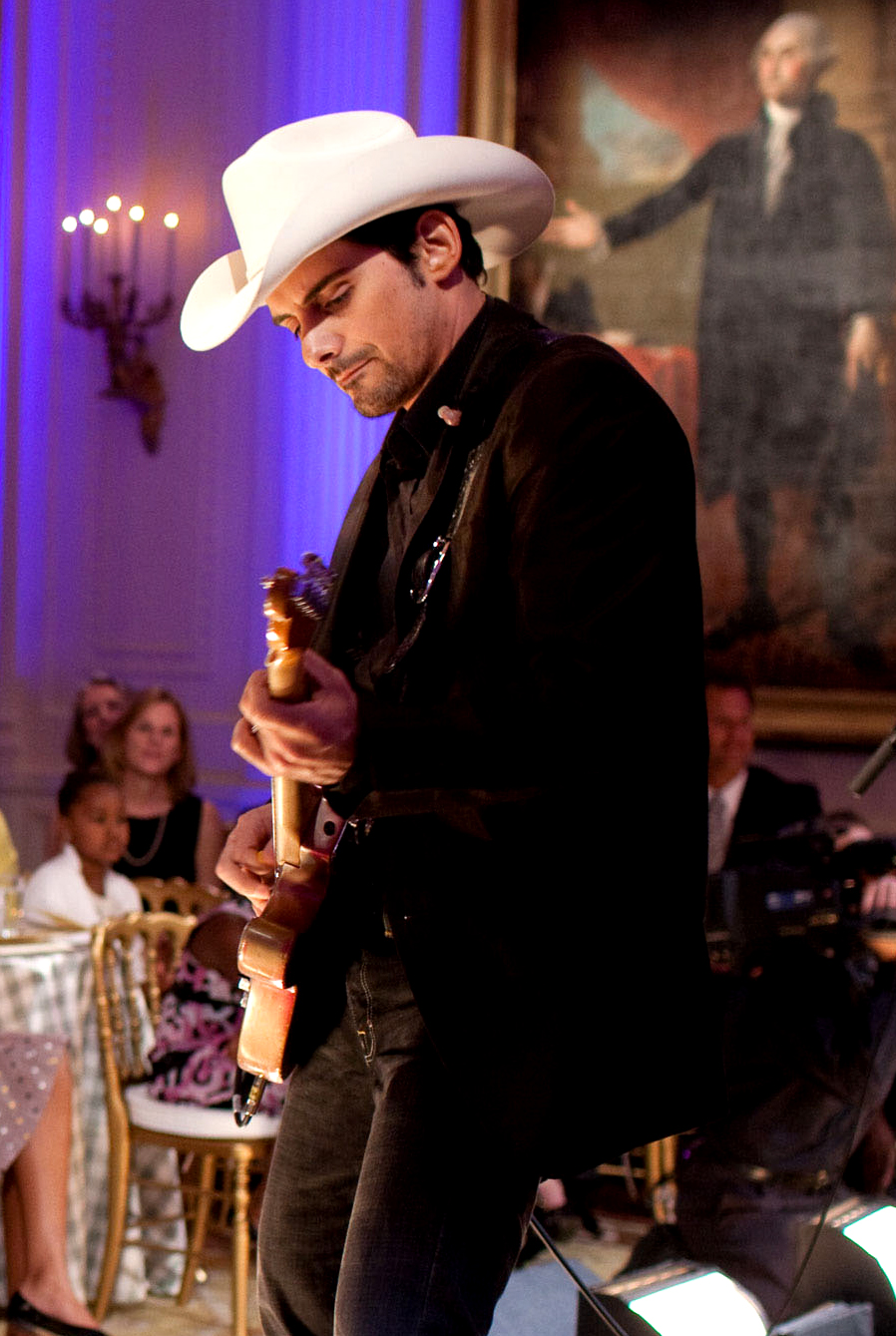
В Белом доме 21 июля 2009 года для президента Барака Обамы.

«Welcome to the Future» — песня американского кантри-певца и автора-исполнителя Брэда Пейсли, вышедшая 13 июля 2009 года в качестве второго сингла с его 7-го студийного альбома American Saturday Night (2009). Авторами песни выступили Chris DuBois и Brad Paisley. В июле 2009 года Пейсли исполнил песню в Белом доме для президента Барака Обамы. 1 июня 2014 года журнал Rolling Stone включил песню «Welcome to the Future» в список 100 лучших кантри-песен.

## История
«Welcome to the Future» достиг позиции № 2 в американском хит-параде кантри-музыки Billboard Hot Country Songs (впервые с 2005 года после 10 подряд чарттопперов песня Пейсли не попала на первое место), и позиции № 42 Billboard Hot 100.
Песня получила положительные отзывы музыкальных критиков: Roughstock, Allmusic (первый кантри-гимн эры Обамы), Rolling Stone.

## Музыкальное видео
Режиссёром музыкального видео выступил Jim Shea, а премьера состоялась в августе 2009. Съёмки проходили в США и Японии.

## Чарты

### Еженедельные чарты
| Чарт (2009)                         | Высшая позиция |
| ----------------------------------- | -------------- |
| Канада (Billboard Canadian Hot 100) | 60             |
| США (Billboard Hot 100)             | 42             |
| США (Billboard Hot Country Songs)   | 2              |

### Итоговые годовые чарты
| Чарт (2009)                  | Позиция |
| ---------------------------- | ------- |
| US Country Songs (Billboard) | 24      |